# GCL-Poly Energy Holdings
GCL Technology (ehemals CGL-Poly) ist ein chinesischer Hersteller von Polysilizium für die Solar- und Halbleiterindustrie. 2021 löste das Unternehmen den chinesischen Tongwei und den deutschen Wacker Chemie Konzern als weltweit führenden Produzenten von Polysilizium ab.

## Geschichte
GCL-Poly wurde 2007 an der Hongkonger Börse notiert. Die Preisspanne für den Börsengang lag zwischen 3,3 und 4,1 HK$, wobei bis zu 1,181 Milliarden Yuan eingenommen wurden. Im November 2009 erwarb die China Investment Corporation (CIC) eine Minderheitsbeteiligung in Höhe von 5,5 Mrd. HK$ (710 Mio. $) an GCL-Poly. Im April 2017 investierte GCL-Poly über 832 Millionen Dollar in den Bau einer 60.000 Tonnen Polysiliziumfabrik in China. Im April 2020 startete Poly eine Partnerschaft mit Hypersolar Inc.

## Unternehmen
Der Marktanteil in China wird auf 30 % bei Solarsilizium und 40 % bei Wafern geschätzt.
Die Tochtergesellschaft GCL New Energy ist als Entwickler für Solarprojekte tätig.